# ハルワタート
ハルワタート (Haurvatāt) とは、ゾロアスター教において崇拝される善神アムシャ・スプンタの一柱。 
その名はアヴェスター語で「完全」を意味する。
パフラヴィー語、現代ペルシア語では、ホルダード (Hordād, Xordād) と呼ばれる。アルメニアではこの名前を借用し、ハロウト花として民間祭儀に使用した。イスラム教ではハールートという天使の伝承に変化した。
女神と考えられ、同じく女神のアムルタートと密接不可分とされる。また、水を司るとされ、悪神タルウィ（熱）の敵対者である。また、規則正しい季節も司る。
スプンタ・マンユが創造した世界の七つの要素のうちの水の守護神とされる。